# Mistrzostwa Świata w Gimnastyce Sportowej 1911
5. Mistrzostwa świata w gimnastyce sportowej, które odbyły się w Zjednoczonym Królestwie Włoch w mieście Turyn w 1911 roku.

## Tabela medalowa
| Poz. | Państwo          | Złota | Srebra | Brązy | Łącznie |
| ---- | ---------------- | ----- | ------ | ----- | ------- |
| 1    | Czechosłowacja¹  | 4     | 1      | 4     | 9       |
| 2    | Włochy           | 2     | 3      | 3     | 8       |
| 3    | Bohemia          | 1     | 0      | 0     | 1       |
| 4    | Francja          | 0     | 5      | 2     | 7       |
| 5    | Belgia           | 0     | 0      | 1     | 1       |
| 5    | Królestwo Serbii | 0     | 0      | 1     | 1       |

## Medale
| Konkurencja                 | Złoto                                                                                         | Srebro                                                                                                   | Brąz |
| --------------------------- | --------------------------------------------------------------------------------------------- | --- | --- |
| Zawody drużynowe            | Bohemia Josef Čada František Erben Karel Pitl Karel Starý Ferdinand Steiner Svatopluk Svoboda | Francja · Antoine Costa · Dominique Follaci · Jules Labéeu · Jules Lecoutre · M.Maucurier · Marco Torrès | Włochy · Pietro Bianchi · Francesco Loi · Osvaldo Palazzi · Guido Romano · Paolo Salvi · Giorgio Zampori |
| Wielobój indywidualnie      | Ferdinand Steiner                                                                             | Josef Čada                                                                                               | Karen Starý Svatopluk Svoboda                                                                            |
| Ćwiczenia na koniu z łękami | Osvaldo Palazzi                                                                               | Giorgio Zampori Paolo Salvi                                                                              | |
| Ćwiczenia na kółkach        | Ferdinand Steiner                                                                             | Antoine Costa Dominique Follacci Pietro Bianchi                                                          | |
| Ćwiczenia na poręczach      | Giorgio Zampori                                                                               | Dominique Follacci                                                                                       | Jules Labéeu Antoine Costa Jules Lecoutre Stane Vidmar Paolo Salvi Ferdinand Steiner                     |
| Ćwiczenia na drążku         | Josef Čada                                                                                    | Marco Torrès                                                                                             | Guido Romano Svatopluk Svoboda                                                                           |